# Best of Soul (Mario Biondi)
Best of Soul è l'undicesimo album in studio del cantante italiano Mario Biondi, pubblicato il 18 novembre 2016.
Sette dei ventidue brani che compongono il doppio disco sono inediti.

## Tracce
CD 1
1. Do You Feel Like I Feel – 3:41
2. Chilly Girl – 3:52
3. You Are My Queen – 4:14
4. The Mystery of Man – 5:21
5. I Will Never Stop Loving You – 2:59
6. Stay with Me – 5:30
7. This Is What You Are – 7:11
8. A Handful of Soul – 4:21
9. No Mercy For Me – 3:49
10. Rio De Janeiro Blues – 4:10
11. Never Die – 5:34

CD 2
1. Gratitude – 5:11
2. Be Lonely – 3:31
3. Shine On – 3:38
4. What Have You Done to Me – 3:25
5. Deep Space – 3:22
6. Come to Me – 5:19
7. Open Up Your Eyes – 4:15
8. Love Is a Temple – 3:37
9. Another Kind of Love – 3:58
10. All I Want Is You – 4:54
11. Nightshift – 5:26